# San Pietro (Bussolo)
San Pietro è un'opera lignea realizzata probabilmente dalla bottega di Pietro Bussolo nei primi anni del XV secolo e conservata presso il Museo della basilica di Gandino.

## Storia
La statua fu attribuita al Bussolo da Paola Battistoni nel 1979, avvicinando l'opera alla raffigurazione del santo inserita nel polittico di san Pietro della chiesa di Desenzano e ai modelli scultori milanesi da cui scuola l'artista proveniva. La difficoltà di ricostruire la committenza e quindi attribuirne la realizzazione è legata alle poche informazioni e documentazioni che si sono reperite. Si conosce che l'artista milanese, abitò il paese di Gandino dal 1498 al 1501 come documentano i documenti relativi al polittico di santa Croce. Molto probabilmente la statua fu commissionata per adornare l'altare destro dedicato al santo nell'antica basilica di santa Maria Assunta, altare che poi mantenne l'intitolazione anche dopo la nuova edificazione

L'alta qualità dei materiali delle dorature indicherebbero una commissione molto ricca, con un alto compenso.

## Descrizione
La statua raffigura Pietro apostolo e poi papa in cattedra con gli abiti pontificali, con il triregno papale sul capo nell'atto di elargire una benedizione. La composizione a mandorla collegherebbe l'opera all'ambiente milanese da cui il Bussolo proveniva. Da subito si considerò questa come copia della statua facente parte del polittico di Albino. La posizione è identica, la vestitura e anche lo sguardo con un leggero strabismo uniscono le due opere, ma questa di Gandino è leggermente più semplice, meno composta. Si fa riferimento a san Pietro posto nel polittico di Salò, ma le differenze risultano maggiori, sarebbe più facile associarlo alla statua di san Niccolò del medesimo polittico, ma questo certo non conferma l'attribuzione dell'opera, che viene quindi considerato un lavoro della bottega dell'artista più che dell'artista stesso. La collaborazione con l'artista Donato Prestinari, che aveva eseguito opere per la basilica di Santa Maria Maggiore, porterebbe a presupporre la statua una sua realizzazione.

Dalle tracce rimaste sulla chiroteca bianca della mano destra, vi era la presenza di anelli votivi, mentre la sinistra probabilmente teneva il mazzo di chiavi, attributo del santo.